# Cryptocentrum dunstervilleorum
Cryptocentrum dunstervilleorum är en orkidéart som beskrevs av Germán Carnevali och Gustavo Adolfo Romero. Cryptocentrum dunstervilleorum ingår i släktet Cryptocentrum, och familjen orkidéer. Inga underarter finns listade i Catalogue of Life.